# 29476 Квічала
29476 Квічала (29476 Kvicala) — астероїд головного поясу, відкритий 31 жовтня 1997 року.
Тіссеранів параметр щодо Юпітера — 3,321.